# L'oca del Cairo
L'oca del Cairo és una òpera bufa en tres actes, inacabada, que Wolfgang Amadeus Mozart va començar el juliol de 1783 i va abandonar l'octubre del mateix any. Es conserva íntegre el llibret en tres actes de Giambattista Varesco. Els fragments que es conserven, de l'Acte I, porten per número K. 422, són set dels deu números del primer acte, més algun recitatiu, amb una durada total d'uns quaranta-cinc minuts.

## Origen i context
Als vint anys, i després de l'èxit de El rapte en el serrall, Mozart volia demostrar que era capaç de compondre una òpera còmica a l'estil italià. El comte Rosenberg Orsini, director del teatre de la Cort Imperial de Viena va encarregar a Mozart una òpera bufa per l'òpera italiana. Mozart va encarregar el llibret, a través del seu pare, al vell abat Varesco a Salzburg. La correspondència entre Mozart i el seu pare va informant de les diferents fases de la composició. Va compondre diversos fragments entre juliol i octubre de 1783.
Els motius pels quals va abandonar la composició sembla que són diversos: en primer lloc, necessitava compondre treballs que li proporcionessin diners immediats (carta al seu pare de febrer de 1784), per altra banda, el llibret no el va convèncer en cap moment, rebutjant el final, una varietat en to de farsa de la llegenda del cavall de Troia.
Aquests petits fragments demostren la seva evolució respecte a l'òpera italiana anterior (La finta giardiniera) i mostren la maduresa del compositor, anunciant ja l'estil de Les noces de Fígaro. Els fragments van ser venuts per la seva vídua, Constanze Mozart, a l'editor Johann Anton André. Es van publicar el 1855.

## Representacions
Com a òpera inacabada, no hi va haver cap representació de L'Oca del Cairo en vida del compositor. Diverses versions s'han preparat adaptant altra música. Es va estrenar l'abril de 1860 a Frankfurt, en forma de concert, amb números presos de Lo sposo deluso i algunes àries de concert. La primera representació escènica va tenir lloc el 6 de juny de 1867 al Théâtre des Fantaisies-Parisiennes de París. Fragments de les dues òperes incompletes L'oca del Cairo i Lo sposo deluso, més Der Schauspieldirektor s'han combinat per crear Waiting for Figaro, interpretat el 2002 per la Bampton Classical Opera.
Aquesta òpera rares vegades es representa en l'actualitat, i apareix amb només 9 representacions en el període 2005-2010.
A Catalunya, el desembre de 1956 el Club de Futbol Junior representava per primera vegada aquesta òpera a l'estat espanyol junt amb fragments de Lo sposo deluso. La funció fou al Coliseum de Barcelona, en una reconstrucció que Hans Erismann havia estrenat a Zúric el 1952 i titulada Il ritorno di Don Pedro. La temporada d'estiu de l'any 1955 se'n feu una representació al Teatre del Palau de Schombrum, en una producció de l'Òpera de Cambra de Viena. Només un any més tard, el desembre del 1956, el Club de Futbol Junior representava per primera vegada aquesta òpera a l'estat espanyol, en una funció al teatre Coliseum que obligà a suprimir la projecció de la pel·lícula d'aquell dia.

## Argument
Don Pippo, un marquès espanyol, manté la seva única filla, Celidora, tancada en una torre. Està promesa al comte Lionetto, però el seu veritable amor és Biondello, un home ric. També hi té tancada Laviña, amb la qual vol casar-se, sense saber que la seva dona, Donna Pantea, segueix viva i que Laviña, en realitat, estima Calandrino.
Biondello aposta amb el marquès que si pot rescatar Celidora de la torre en el termini d'un any es casarà amb ella. Triomfa fent que se li disfressi d'oca mecànica, i d'aquesta manera entra al jardí de la torre. Alhora, es descobreix que Pantea és la vella dona de Don Pippo, a qui es creia morta.